# Juan Zorrilla de San Martín
Juan Zorrilla de San Martín (Montevidéu, 28 de dezembro de 1855 - ídem, 3 de novembro de 1931) é o mais conhecido dos poetas uruguaios. Sua obra versa sobre os costumes de seu país e sobre os heróis nacionais.
Sua obra principal é o poema épico Tabaré em (1886): trata do destino dos índios charruas, até a derrota final para os espanhóis.
Foi pai do pintor e escultor José Luis Zorrilla de San Martín.

## Obras

### Poemas
- Notas de un himno (1877)
- La leyenda patria (1879)
- Tabaré (1888)
- La epopeya de Artigas (1910).Re-edição: Montevidéu: Imprensa Nacional Colorada, 1950.

### Ensaios
- Discurso de la Rábida (1892)
- Resonancia del camino (1896)
- Huerto cerrado (1900)
- Conferencias y discursos (1905),
- Detalles de la Historia Rioplatense (1917)
- El sermón de la paz (1924)
- El libro de Ruth (1928)